# 爆破
爆破（ばくは）とは、爆発性物質の爆発エネルギーを周囲の物体や物質に加えることで、破壊・破砕・損傷させることである。

## 概略
爆破は火薬を使って軍事的な目標を破壊することから始まった。城壁のような防御施設の爆破は工兵の重要な任務であった。第二次世界大戦中に登場したプラスチック爆薬は可塑性に優れ、必要な部分の破壊を起こしやすい（爆発エネルギーの無駄を減らせる）ことから重宝された。不用となった建築物を解体する場合に行われる爆破解体もこの延長線上にあると言える。
爆破の代表的なものとしては穿孔発破があり、鉱業やトンネルなどの建設現場で岩盤・地盤を破壊・破砕するために行われている。鉱業分野で行われた最初の爆破は黒色火薬を使用して1627年にハンガリーのバンスカー・シュチャヴニツァの鉱山で行われた。かつてはダイナマイトがその代名詞であったが、特に大規模な物では安価なANFO（アンホ爆薬）が多く用いられている。
また、テロリズムの手段として爆破が用いられることもある。

## 大日本帝国陸軍の爆破器材

### 準備および装置に使用される器材
導火索、導電線の切断、接続のための導火索切、導火索接続具、接続管、絞鉗鋏、装填のための装導器、填孔杵その他がある。

### 点火に使用される器材
電気点火機、導電線、導通試験器、抵抗器、導火索点火具その他がある。電気点火機、導電線、導通試験器および抵抗器は電気点火に、導火索点火具は導火索点火に用いられる。電気点火機は発条または紐その他より急激に発電子を回転し、瞬間的に発電させ、点火に用いられるもので、数十個の白金線信管に点火させることができる。小型、軽量で、携行、取扱いに便利である。導通試験器は電路の導通を点検する電流計である。
導火索点火具は撃針によって点火管内の雷汞を突いて点火させる。

### 防護に使用される器材
防煙器、酸素呼吸器、酸素救命器、噴霧器その他がある。防煙器は爆発ガスを冒して坑道または噴火孔内にはいり、偵察、作業その他を行うときに用いられる防毒面であり、覆面、鞴、送気管、電話機その他から成る。酸素呼吸器は有毒ガス内で外気を吸入せずに作業その他を行なうときに用いられ、覆面、気嚢、カリ缶、冷却器、気蓄缶、背架その他から成る。酸素救命器は窒息者その他に酸素を与え、呼吸を行なわせる。噴霧器は坑道内に発生し蓄積した炭酸ガスを中和するために中和剤を噴出させる。